# František Fait
František Fait (27 luglio 1906 – 5 agosto 2002) è stato un calciatore cecoslovacco, di ruolo attaccante.

## Carriera

### Nazionale
Il 26 ottobre 1930 gioca la sua unica partita in Nazionale contro l'Ungheria (1-1).